# Browning HP
Browning Hi-Power (Браунинг ХП), у Србији познат као „Белгијанац" је полуаутоматски пиштољ који је назван у част славног изумитеља оружја Џона Браунинга, који је дао основу за почетак пројекта овог пиштоља, а довршио га је Белгијанац Диудон Сев пре Другог светског рата. Током вишедеценијске употребе, пиштољ Браунинг ХП, са скоро 2 милиона произведених примерака, од 1935. па све до данас се показао као поуздан, издржљив и веома добар службени пиштољ.

## Развој
Почетком 1920-их година, француска влада је послала упит белгијској фабрици „FN Herstal” да ли могу да развију војнички пиштољ калибра 9x19мм Парабелум и капацитета 15 метака. Како Џон Браунинг у почетку није показивао ентузијазам за тај задатак, па је пренео на Диудона Жозефа Сева. Сев је врло брзо конструисао проширени, дворедни оквир са мецима распоређеним у цик-цак који су успешно испитани. Прототипови су донети у Херстал где је одлучено да се радови наставе. Израђена су два радионичка прототипа са оквирима од 16 метака и названи су „FN Browning M-1922” (не мешати са FN 1910/22). Нешто касније исте године приказани су француској комисији за опитовање, док је 28. јуна 1923. америчком заводу за патенте поднета патентна документација за те пиштоље.
Француској комисији су приказана два прототипа са цевима различите дужине и могућношћу да се на њих поставе кундаци који уједно служе и као футроле. Закључак комисије био је да је пиштољ добре конструкције, поуздан и да оквир од 15 метака функционише добро без застоја, Овај прототип није имао индикатор метака у цеви и био је 150 гр. тежи од задатих спецификација али Французима то није покварило добар утисак. Сев је редизајнирао пиштољ уз нове измене и представио Французима у марту 1925. који су га описали као најбољи пиштољ који су икад испитивали.
Џон Браунинг је умро новембра 1926. не доживевши 22. фебруар 1927. када је његов пиштољ патентиран као „US patent 1.618.510”. Сев од тада самостално наставља усавршавање пиштоља који би задовољио захтеве француске стране. Нови прототип је добио ознаку „Grand Rendement” (велики капацитет или ефикасност). Тај пиштољ је био додатно олакшан, са скраћеном навлаком, фиксним задњим нишаном и капацитетом од 13 метака. Током 1928. су истекла патентна права која је Колт имао на пиштољ М1911, те је Сев добио могућност да нека решења употребљена на том пиштољу искористи што је довело до коначног пиштоља Браунинг ХП који данас знамо. До 1931. пиштољ добија форму са којом ће четири година касније ући у серијску производњу.
Почетком 1935. белгијска армија наручује 1.000 комада ових пиштоља, а које је „FN Herstal” током маја месеца исте године. Нешто касније пиштољ добија ознаку „P35” и маркантно име „Grand Puissance”-,,Велика снага" али је широм света постао познат по енглеском називу „Hi-Power” или само „Browning HP”.

## Употреба
Пиштољи Браунинг ХП су током Другог светског рата увелико коришћени како од стране савезника тако и од стране сила осовине.
Након што су окупирали Белгију, Немци су приморали фабрику „FN Herstal” да им производе такве пиштоље али под немачком ознаком „Pistole 640(b)”. Такве пиштоље су користили припадници СС-а и немачки падобранци.
Пиштољи Браунинг ХП су произвођени и у Канади након што је Чанг Кај Шек затражио од савезника да његовој војсци испоруче 200.000 таквих пиштоља. Производња се одвијала у Торонту у фабрици Џона Инглиса, а пиштољи произведени тамо су познати као „Inglis Hi-Power”. Производња је почела крајем 1944. али су Кинези убрзо отказали поруџбину 200.000 комада и након тога је производња упућена британским снагама. Овај пиштољ је био популаран међу британским падобранцима, припадницима ОСС и САС.
Током Другог светског, припадници Четничког и Партизанског покрета су поседовали пиштоље Браунинг. Четници и Партизани су до њих првенствено долазили заробљавањем немачке опреме, а након што је Черчил издао Српске интересе на Техеранској конференцији, Британци су партизанима од 1944. достављали сву војну опрему укључујући и пиштоље Браунинг које су партизански официри након рата због недостатка муниције често користили као залог у коцкању или их продавали.
Након Другог светског рата пиштољи Браунинг ХП су коришћени у преко 50 земаља и у скоро свим већим сукобима. 
Ирачки председник Садам Хусеин је користио пиштољ Браунинг и често га носио са собом.
Либијски председник Муамер ел Гадафи је поседовао позлаћени пиштољ Браунинг ХП са својим ликом на дршкама, а након његовог убиства, пиштољ је доспео у руке терориста као трофеј. 
Мехмет Али Агџа је користио пиштољ Браунинг приликом атентата на папу Јована Павла II.

## Корисници
Пиштољ Браунинг је у наоружање својих војних и полицијских формација увело преко 90 земаља на свим континентима. Такође, дизајн овог пиштоља је један од најкопиранијих у историји, бројне фирме широм света су га производиле по лиценци или без ње, а такође је развијен и велики број пиштоља на његовој бази. У новије време се на тржишту појавила верзија у двострукој акцији (double action), прву верзију у двострукој акцији је 1980-их представио FN под именом Browning BDA који је Финска увела као службено оружје, а од 1990-их и бугарска фирма Аркус производи своју варијанту Arcus DA и компакт Arcus DAC. 
- Белгија
- Аргентина
- Аустралија
- Аустрија
- Бугарска
- Бахреин
- Бангладеш
- Барбадос
- Белизе
- Бермуда
- Боливија
- Боцвана
- Бразил
- Брунеј
- Бурунди
- Камбоџа
- Канада
- Чад
- Чиле
- Република Кина
- НР Кина
- Колумбија
- Куба
- Кипар
- ДР Конго
- Данска
- Доминиканска Република
- Еквадор
- Ел Салвадор
- Естонија
- Финска
- Француска
- Гана
- Грчка
- Гватемала
- Хондурас
- Мађарска
- Индија
- Индонезија
- Иран
- Камбоџа
- Ирак
- Ирска
- Израел
- Јамајка
- Јордан
- Кенија
- Кувајт
- Либан
- Либерија
- Либија
- Литванија
- Луксембург
- Малави
- Малезија
- Мозамбик
- Мјанмар
- Намибија
- Нацистичка Немачка
- Северна Кореја
- Непал
- Холандија
- Нови Зеланд
- Нигерија
- Оман
- Пакистан
- Панама
- Папуа Нова Гвинеја
- Парагвај
- Перу
- Филипини
- Пољска
- Португал
- Родезија
- Румунија
- Руанда
- Саудијска Арабија
- Сијера Леоне
- Судан
- Суринам
- Сирија
- Танзанија
- Тајланд
- Тонга
- Тринидад и Тобаго
- Тунис
- Турска
- Уганда
- Уједињени Арапски Емирати
- Уједињено Краљевство
- Сједињене Државе
- Уругвај
- Венецуела
- Вијетнам
- Зимбабве

## Галерија
- Browning HP произведен у Индији
- Browning HP SFS
- Browning HP произведен 1971.
- Browning HP у калибру .40 S&W
- Browning HP произведен током 1960-их за Индонезију
- Browning Hi-Power BDA